# جون إم. وود
جون إم. وود هو سياسي أمريكي، ولد في 17 نوفمبر 1813 في مينيسك في الولايات المتحدة، وتوفي في 24 ديسمبر 1864 في بوسطن في الولايات المتحدة. نشط حزبياً في الحزب الجمهوري. وقد انتخب عضو مجلس نواب مين ‏ وانتخب عضو مجلس النواب الأمريكي ‏.